# Vlado Kreslin
Vlado Kreslin (Beltinci, 29. studenoga 1953.) slovenski je folk rock glazbenik.

## Životopis
Sa sastavom Horizont 1976. nastupa na Subotičkom festivalu. Godine 1980. kao solo pjevač pobjeđuje na festivalu "Slovenska popevka", a 1982. pridružuje se sastavu Martin Krpan, koji u sljedećim godinama postaje najpopularniji mainstream rock sastav u Sloveniji (Parni Valjak 1997. snima njihovu pjesmu To ni političen song, za svoju ploču Samo snovi teku uzvodno). Kreslin usporedno snima solo projekte s više koloritnijom i specifičnom glazbom. Poslije nastupa s Bobom Dylanom u lipnju 1991. u Ljubljani sastav se raspada.
Na nekoj prilici Kreslin nastupa s legendarnim etno sastavom Beltinška banda, koji potječe iz njegovog sela. U sastavu sviraju prilično stariji glazbenici; basist Jože Kociper rođen je 1905., brat violinista Janez Kociper je pet godina mlađi). Ono što je u početku izgledalo kao simpatična zezancija u sljedećih nekoliko godina pretvara se u najveću slovensku etno world glazbenu atrakciju, koja rasprodaje najveće slovenske koncertne dvorane i postavlja nove standarde u odnosu do vlastite, slovenske folk glazbe. Kreslin je potaknuo pravi pravcati preporod slovenske narodne/etno glazbe.
Usporedno Kreslin reaktivira neke članove Martina Krpana i osniva sastav Mali bogovi. Godine 1995. nastupaju na world music festivalu WOMEX u Bruxellesu zajedno s Beltinškom bandom i Malim bogovima. Mnoge su njegove pjesme postale gotovo narodne, a neke su bile i nadahnućem za romane, cjelovečernje filmove i diplomske radove. Objavio je petnaestak nosača zvuka i četiri knjige pjesama (Prije nego otvoriš oči - naklada Dominović, Zagreb, 2010). Snimao i nastupao je s Dragom Mlinarcem, Lidijom Bajuk, Nenom Belanom, Šajetom, Liviom Morosinom, Rade Šerbedžijom, Parnim valjkom, Arsenom, pa i s R.E.M, Allanom Taylorom, Vlatkom Stefanovskim, Mary Coughlan, Hansom Theessinkom i ostalima.Član je Društva slovenskih pisaca.2018 dobiva prvu nagradu na Festivalu dalmatinske šansone u Šibeniku.

## Diskografija
- LP/CD Od višine se zvrti / ZKP RTV Ljubljana 1986. /-Martin Krpan
- LP/CD Bogovi in ovce / ZKP RTV Ljubljana 1988. /-Martin Krpan
- CD Namesto koga roža cveti / ZKP RTV Ljubljana 1990. /-Vlado Kreslin
- CD Spominčice / Bistrica 1992. /-Vlado Kreslin in Beltinška banda
- CD Najlepša leta našega življenja / Bistrica 1993. /-Vlado Kreslin in Beltinška banda
- CD Nekega jutra, ko se zdani / Bistrica 1994. /-Vlado Kreslin in Mali bogovi
- CD Halgato soundtrack  1995
- CD Pikapolonica / Čarna 1996 /-Vlado Kreslin, Mali bogovi in Beltinška banda
- CD Ptič /Založba Kreslin 2000
- CD / dvostruki Kreslinčice /Založba Kreslin/ 2002
- CD Woyzeck (SNG Drama LJubljana )  2002
- CD Generacija /Založba Kreslin/ 2003.
- CD Cesta /Založba Kreslin/ 2007.
- CD Drevored /Založba Kreslin/ 2010
- CD LIVE in Cankarjev dom (1992 - 2011) 2011
- CD trostruki Čarobnice 2013
- CD Umjesto koga roža cveti (Dallas) 2013
- CD Če bi midva se kdaj srečala 2015
- CD Balkan Reunion - Barcelona Gipsy and Klezmer Orchestra & Vlado Kreslin 2016
- CD Never Lose Your Soul - Guisse/Kreslin/Leonardi  (Intek) 2017

## Film
- 1983.	Geniji ali genijalci (Babič, Vozny), glazba
- 1986.	Ljubezni Blanke Kolak (Jurjaševič), glazba
- 1987.	Korak čez -TV film (Šmid), glazba Martin Krpan
- 1989.	Coprnica Zofka, Zeleni Akvilin
- 1989.	Nekdo drug (Vrhovec), uloga
- 1994.	Halgato (Mlakar) vloga, glazba
- 1998.	Poredušov Janoš, TV film (Tomašič) glazba - Kreslin, Šuklar
- 2005.	Slavic Angel - francuski film (Brice Fournier), igraju: Gary Cowan, Catherine Wilkening, Vlado Kreslin
- 2005.	Se zgodi - TV nadaljevanka (Metod Pevec), glazba
- 2005.	Slepilo - uloga, glazba

## Kazalište
- 1988.	Rocky Horror Picture show (O'Brien), u ulozi Riff Raffa (slika), ŠTUK Maribor u Cankarjevom domu

Rocky - Andrej Rozman-Roza, Frankenfurter - Gojmir Lešnjak, Brad - Matija Rozman, Janet - Judita Zidar, Magenta - Neca Falk, Riff-Raff - Vlado Kreslin, pripovjedač - Marko Derganc, Eddie/Dr.Scott - Marko Vezovišek 
- 1993.	Jermanovo seme (Vezovišek), u ulozi samoga sebe, Drama SNG, Maribor

- 1996.	Faust TV (Vezovišek), u ulozi Fausta, produkcija Opera in balet SNG Maribor u SLG Celje

Mofo - Davor Herga, Sico - Marko Vezovišek, Hido, djevojka u diskoteci - Alenka Tetičkovič, Smrt, bijela dama na kraju tunela - Alenka Pinterič, Renato Moderato - Davor Herga, Henrik Faust, student medicine i glazbenik - Vlado Kreslin, dr. Henrik Faust, glazbenik i patolog - Vlado Kreslin, Risto Mefisto - Jure Ivanušič, Aleluja Singer - Alenka Pinterič, slikar - Vojko Pogačar, plesačica u invalidskim kolicima - Alenka Ribič, cerkveni zbor - Zbor opere in baleta SNG Maribor, Faust TV Big Band - Skakafci 
- 2002.	Woyzeck (E.Binder), glasba, Drama SNG, Ljubljana
- 2010.	Three Other Sisters (Isabelle Kralj & Mark Anderson), Theatre Gigante, Milwaukee, Wiscounsin, USA - gluma i glazba (članek, članek)

## Knjige
- 1991.	Namesto koga roža cveti / Sonček je in ti si skuštrana; Vlado Kreslin / Zoran Predin, Lokvanj in Založba M&M, 1991.
- 1999.	Besedila pesmi, Vlado Kreslin, Prevodi in kratek jezikovni vodič; Liedertexte. Übersetzung und kleiner Sprachführer; Texti musicali. Traduzione e guida allo studio.; Lyrics. Translation and learner's guide.; Založba Drava, Celovec in Založba Čarna, Ljubljana,1999.
- 1999.	Pesmarica; 38 notnih zapisov in besedil, Oblikoval Miljenko Licul, Notna transkripcija Aleš Strajnar,Računalniška obdelava Gal Hartman, Izdala Založba Kreslin, Natisnila DELO Tiskarna d.d.
- 2003.	Vriskanje in jok - pjesnička zbirka, Založba GOGA
- 2006.	Venci - Povest o Beltinški bandi, pjesnička zbirka (članek 1, članek 2) - Nekega jutra, ko se zdani
- 2009.	Pojezije, pesniška zbirka (članek 1, članek 2, članek 3)
- 2010.	Umjesto koga ruža cvijeta - prev. A. Burić (Šahinpahić, Sarajevo )
- 2010.	Prije nego otvoriš oči - prev. G. Filipi (Dominović, Zagreb)

## Vanjske poveznice

### Sestrinski projekti
|  | Zajednički poslužitelj ima još gradiva o temi Vlado Kreslin |

### Službene stranice
- http://www.kreslin.com/